# Monumento funebre di Galeotto I Malaspina
Il monumento funebre di Galeotto I Malaspina è un complesso scultoreo conservato a Fosdinovo, nella Chiesa di San Remigio. 

## Storia e descrizione
Fu commissionato nel 1367 dalla famiglia Malaspina ad uno scultore di presumibili origini lombarde.
È costituito da un'edicola in marmo bianco con rosone e da un sarcofago sul quale riposa il secondo marchese di Fosdinovo Galeotto I Malaspina in armi. Un epitaffio in latino celebra le lodi del signore ivi sepolto.
Il defunto, in veste di cavaliere, è scolpito nell'atto dell'investitura alla presenza della Vergine, del Cristo, di san Giovanni Battista, di sant'Antonio e di san Giacomo apostolo, i santi titolari dei principali ordini cavallereschi del Medioevo.
L'epitaffio recita, in latino medievale: Hac situs est arca quem torsit previa parcha marchio magnificus galeoctus iuris amicus vir probitatis dictus fuit hic to-tusque relictus a vitiis iustus verax prudens pius ustus rore dei fastus non ei prefuit haustus ut nitet in spinis flos floruit malaspinis hiis hic herus genitus patrieque athleta peritus virtutum rector populi protector ut hec-tor quem chorus angelicus assumpsit dote pudica mille trecentenis et sexaginta duobus adiunctis quinis domi-ni currentibus annis martius in decimo quinto cum vol-veret axem.
La cui traduzione è: "In questo sarcofago giace il generoso marchese Galeotto, che fu piegato da una morte pre-matura. Amico della giustizia, costui fu uomo di riconosciuta rettitudine e totalmente privo di vizi, giusto, verace, prudente, pio; arso dalla rugiada di Dio, l'orgoglio consumato non gli fu di guida. Così come il fiore risplende tra i rovi, egli fiorì tra i Malaspina, dai quali questo sovrano fu generato. E campione della patria, esperto di virtù, guida del popolo, protettore, come Ettore, grazie all'onestà una schiera di angeli lo accolse nel 1362, aggiunti cinque anni correnti del Signore. Marzo, nel quindicesimo giorno girando l'asse del mondo.
Un'unica iscrizione è incisa sul sarcofago in italiano volgare: "IUSTITIA PORTO CHE IL MONDO REGGE, SE IUSTITIA NON FOSSE IL MONDO NON REGGEREBBE".
La cui traduzione è: "Portò la giustizia che regge il mondo, se non ci fosse giustizia il mondo non reggerebbe."